# Crocallis bacalladoi
Crocallis bacalladoi is een vlinder uit de familie spanners (Geometridae). De wetenschappelijke naam is voor het eerst geldig gepubliceerd in 1978 door Pinker.
De soort komt voor in Europa.